# Шарка (притока Обри)
Шарка (пол. Obra) — річка в Польщі, права притока Обри.
Річка витікає біля села Кози Ляські. Протікає через місто Новий Томишль і село Боруя. Впадає в озеро Грожецького на 100,9 км допливу Обри.
| Річка | Це незавершена стаття про річку. Ви можете допомогти проєкту, виправивши або дописавши її. |